# Cocoon
Cocoon – piosenka islandzkiej piosenkarki Björk, wydana jako trzeci i ostatni singel z albumu Vespertine.
Piosenka została napisana przez Björk i Thomasa Knaka, a miks utworu wykonał Mark "Spike" Stent.

## Wideoklip
Teledysk został wyreżyserowany przez Eiko Ishioka. Björk przebrana jest za nagą gąsienicę, wyglądającą jak człowiek
(w rzeczywistości piosenkarka ubrana była w przylegający do ciała kostium, imitujący nagość). Z sutków piosenkarki wyrastają czerwone nitki, które owijają jej ciało, tworząc kokon. W końcowej scenie Björk będąc w kokonie unosi się, opuszczając kadr.

## Lista ścieżek

### CD1
1. Cocoon
2. Pagan Poetry (Music Box)
3. Sun In My Mouth (Recomposed by Ensemble)

### CD2
1. Cocoon (Edycja Radiowa)
2. Aurora (Music Box)
3. Amphibian

### DVD
1. Cocoon
2. Pagan Poetry (Music Box)
3. Sun In My Mouth (Recomposed by Ensemble)

## Notowania
| Lista                 | Najwyższa pozycja |
| --------------------- | ----------------- |
| UK Singles Chart      | 35                |
| French Singles Chart  | 61                |
| Spanish Singles Chart | 8                 |